# Mua Ba Vì
Mua đa hình Ba Vì, đôi khi thường gọi ngắn gọn là Mua ba Vì có danh pháp: Allomorphia baviensis là một loài thực vật có hoa trong họ Mua. Loài này được Guillaumin mô tả khoa học đầu tiên năm 1913.